# Zone Romantica
Zone Romantica (wcześniej Romantica) – kanał filmowy, należący do brytyjskiej spółki Chello Zone. Początkowo emitował wyłącznie południowoamerykańskie telenowele. Potem prezentował także koncerty, miniserie i produkcje z Kanady, Nowej Zelandii i USA. 3 grudnia 2012 roku na rynku europejskim został zastąpiony przez CBS Drama, a na polskim rynku przez CBS Action. 1 kwietnia 2013 roku kanał zakończył nadawanie na platformie Cyfra+, a kilka dni później przekształcił się w CBS Drama. Ostatecznie zakończył nadawanie 1 września 2013 roku

## Historia
W języku polskim program został uruchomiony 1 marca 1998 roku na platformie Wizja TV pod nazwą Romantica. Po fuzji Wizji TV i Cyfry+ nie był dostępny na żadnej z polskich platform cyfrowych. Od 27 czerwca 2006 nadawał pod nazwą Zone Romantica. 
Kanał ten nadawał swój program również dla Wielkiej Brytanii, Chorwacji, Czech, Izraela, Rosji, Rumunii i Węgier. Wersja niekodowana programu była inna niż ta, która jest odpłatnie dostępna w Polsce.
3 grudnia 2012 u większości operatorów sieci kablowych i IPTV w Polsce został zastąpiony nowym kanałem CBS Action. Natomiast na platformach cyfrowych CBS Action został uruchomiony jako nowy, odrębny kanał, obok Zone Romantica. Od tego dnia ramówka Zone Romantica została odświeżona, jednak tematyka kanału pozostała niezmieniona. Stacja zaczęła emitować wszystkie telenowele od 1. odcinka. 1 kwietnia 2013 roku zakończyła nadawanie na platformie Cyfra+, a kilka dni później przekształciła się w CBS Drama. 1 września 2013 roku kanał ostatecznie zakończył nadawanie. W Cyfrowym Polsacie został zastąpiony przez Polsat Romans.

## Logo
| Lata                              | Opis                                                                                                 | Logo |
| --------------------------------- | --- | ---- |
| 1 marca 1998 – 31 maja 2000       | Czerwone serce i napis „Romantica” na sercu.                                                         |      |
| 1 czerwca 2000 – 30 czerwca 2002  | Logo podobnie jak poprzednie, z tym że na sercu były płatki róż, a napis „Romantica” nadal na sercu. |      |
| 1 lipca 2002 – 26 czerwca 2006    | Różowy napis „Romantica”, ale zamiast „o” pojawił się serce.                                         |      |
| 27 czerwca 2006 – 1 września 2013 | Logo Zone było w kolorze czarnym, a napis „Romantica” - w kolorze różowym.                           |      |

## Parametry odbioru niekodowanego
W Polsce kanał niekodowany można było oglądać na platformie Freesat/Sky Digital z satelity Eurobird 1 (wersję angielskojęzyczną).
Parametry odbioru niekodowanego w Polsce:
- satelita Eurobird 1 (28.5°E), częstotliwość: 11 343 MHz; polaryzacja: V (pionowa); Video PID: 3080; Audio PID: 3081.

## Telenowele
- Amanda O[6]
- Anita
- Barwy miłości
- Bezwstydnice
- Calypso
- Cała Ty
- Córka ogrodnika
- Cztery małżeństwa i życie
- Dlaczego właśnie ja?
- Do diabła z przystojniakami
- Dopóki starczy życia
- Droga do Indii
- Duszny raj
- Dziedzictwo Luny
- Dzikie serce
- Ecomoda
- Fortuna i miłość
- Gringo i jego rodzinka
- Grzechy miłości
- Imperium kobiet
- Kiedy będziesz moją?
- Klon
- Kobieta Judasz
- Kobieta mojego życia
- Kobieta ze stali
- Kocham cię na zabój
- Kochankowie
- Kraina namiętności[6]
- Krok do szaleństwa
- Królowa dżungli
- Marzenia nic nie kosztują
- Miłość i przemoc
- Miłość inna niż mówią
- Miłość jak tequila
- Miłość na sprzedaż[7]
- Na kartach życia
- Nastolatki
- Niegrzeczne dziewczynki
- Niewierni
- Niewolnica Isaura
- Nigdy więcej
- Ocalona
- Ojciec Coraje
- Perła
- Pod wiatr
- Podwójne życie Angeliki
- Pokraka
- Polowanie na milionera
- Pożyczone życie
- Prawo do miłości
- Prostytutki
- Rebeca
- Rosangelica
- Rywalka od serca
- Samantha
- Samotna, do usług
- Serce dla serca
- Siła przebaczenia
- Siostry
- Słoneczniki dla Lucii
- Smak twoich ust
- Soledad
- Spojrzenie kobiety
- Szmaciana lalka
- Śnię o Twojej miłości[7]
- Tak jak w kinie
- To jest życie
- Tylko Ty
- Wojna kobiet
- W poszukiwaniu miłości
- W sidłach namiętności
- Wszyscy mamy coś do ukrycia
- Wszystko dla miłości
- Za marny grosz
- Zemsta
- Zemsta - drugie spojrzenia
- Zemsta, moja miłość
- Żona dla taty
- Żona Lorenza
- Żona potrzebna od zaraz

## Seriale
- Edgemont
- Dona Flor i jej dwóch mężów
- Lucy Sullivan wychodzi za mąż
- MTV – przeżyj to!
- Madison
- W pogoni za szczęściem